# کوه آگونگ
کوه آگونگ (اندونزیایی: Gunung Agung)، آتشفشان چینه‌ای متقارنی است که در شرق جزیرهٔ بالی در اندونزی قرار گرفته و بلندترین و مقدس‌ترین کوه این جزیره شناخته می‌شود. گونونگ آگونگ در زبان اندونزیایی به‌معنای کوه بزرگ است و هلندیان آنرا پیک ون بالی (به هلندی: Piek Van Bali) به‌معنای قلهٔ بالی می‌نامیدند. این کوه ۳۱۴۲ متر ارتفاع داشته و بر فراز دیوارهٔ کالدرایی جنوب شرقی آتشفشان باتور که در مجاورتش قرار دارد واقع گردیده است. همچنین دامنه‌های شمالی و جنوبی کوه آگونگ تا ساحل امتداد دارد و دهانهٔ آتشفشانی ۵۰۰ متری آن با دیواره‌های شیب‌دارش در عمق ۲۰۰ متری از قلهٔ کوه قرار گرفته است.

## فوران سال ۱۹۶۳-۶۴
آگونگ پس از خوابی ۱۲۰ ساله در سال ۱۹۶۳ فوران کرد که این رویداد به‌عنوان یکی از بزرگترین آتشفشانی‌های سدهٔ بیستم میلادی به ثبت رسید. به‌دنبال فوران آگونگ، حجم عظیمی از باران خاکستر، جریان‌های ویرانگر آذرآواری و لاهار تولید شد که خسارات و ویرانی‌های بسیاری را به‌وجود آورد و دست کم ۱۶۰۰ نفر کشته و ۸۶ هزار نفر بی‌خانمان شدند.

## اسطوره‌شناسی
بنا بر یکی از افسانه‌های بالیایی، خدایان کوه‌ها را به‌عنوان قلمروهای خود انتخاب کردند و بلندترین آنها به نام آگونگ را در بالی قرار دادند. در افسانه‌ای دیگر چنین آمده است که خدایان برای آرام کردن جزیرهٔ ناپایدار و لرزان بالی، کوه مقدس هندویان با نام ماهامرو را به آنجا آورده و به گونونگ آگونگ تغییر نامش دادند. این کوه برای اهالی بالی به «مرکز جهان» بدل گردید و زیارتگاه‌هایی برای آن در معابد این جزیره ساخته شد. همچنین معبد مادر بالی با عنوان پورا بساکی در سراشیبی کوه آگونگ ساخته شده‌است.